# The Falls
Pour plus de détails, voir Fiche technique et Distribution.
The Falls est un film expérimental, sous forme de faux documentaire, réalisé par Peter Greenaway en 1980. 
Il liste les biographies de 92 personnages, tous victimes d'un étrange cataclysme ayant affecté la vie sur Terre, appelé « l’Événement violent inconnu ».

## Principe
Ce phénomène, s'il ne semble pas avoir modifié l'apparence du monde, a bouleversé l'organisation et les classifications créées par l'être humain. Ainsi les victimes sont désormais partagées entre quatre sexes, dotées d'immortalité en plus de différents troubles physiques et mentaux, et parlent 92 nouvelles langues qui sont spontanément apparues. L'ensemble des victimes, d'origines aussi diverses que possible, ont pour la plupart un point commun autour du vol, d'une obsession pour les oiseaux et l'ornithologie, de même que l'aviation.
Le nombre de victimes mondial étant trop important (19 millions), la commission chargée de l'enquête sur le phénomène a regroupé 92 personnes, ceux dont les noms commençant par les lettres « F A L L », afin de réaliser ce documentaire et d'avoir un échantillon représentatif.

## Forme
Le film est présenté comme une liste successive de fiches avec pour chaque individu un petit film allant de quelques secondes à plusieurs minutes. Depuis sa sortie en DVD cette forme, qui parodie les documents de recherche, est aussi dotée de la sélection par menu et ne nécessite plus une vision linéaire de l'intégralité du film (qui dure plus de trois heures).
La présentation, accompagnée de force schémas et images d'archives, se veut objective et distanciée, en contraste total avec l'absurdité du contenu. Elle est réalisée avec des voix off masculines et féminines au ton docte, parodiant ainsi les caractéristiques du documentaire britannique beaucoup utilisées alors par la BBC. Ce décalage étrange est renforcé par les accents ironiques de la musique composée par Michael Nyman pour les intertitres.

## Fiche technique
- Musique : Michael Nyman
- Format : 1,85:1
- Langue : anglais
- Récompense : Sutherland Trophy 1980

## Thèmes abordés

### Les oiseaux
Outre les victimes ayant un lien direct avec les oiseaux (scientifiques, taxidermistes, modistes, agriculteurs, ornithologues…), le film fait de multiples références au monde aviaire (plumes et os d'oiseaux, oiseaux naturalisés, épouvantails), son histoire biologique (Archaeopteryx, le dodo, les études de Jean-Jacques Audubon), et à son traitement culturel (l'œuf de La Madone de Brera de Piero della Francesca, l'œuvre de Messiaen, de Max Ernst, le film de Hitchcock, les comptines d'enfant…).

### Levol mécanisé
Plusieurs personnages ont eu des vies d'aviateurs ou de pilotes d'hélicoptère mais aussi d'amateurs de cerf-volant.
Des références sont faites aux machines de Léonard de Vinci mais aussi aux théories de Newton sur la gravité aux exploits de Blériot et des frères Wright et au saut fatal de Franz Reichelt…
Bien évidemment les thèmes de la chute mortelle (et donc de la gravité) et de la Chute de l'humanité sont récurrents.

### Autres thèmes abordés
Le film possède aussi un bon nombre de sujets connexes glissés au fur et à mesure des biographies : l'eau revient régulièrement, de même que la musique et le cinéma, les mouvements circulaires (les victimes se retrouvent souvent à conduire des véhicules en rond sur place), le langage. 
Un bon nombre de scènes ont lieu à Londres et dans la péninsule de Llŷn au Pays de Galles (afin de trouver l'épicentre du phénomène), mais aussi dans le Suffolk à Goole, dans le parc de l'abbaye de Fountains près de Ripon dans le Yorkshire et à l'étranger (en Ontario, près de Nevers, à Venise, en Forêt-Noire…).

## Autoréférences
Le film mélange aussi plusieurs types d'images. Réalisé sur plusieurs années, Greenaway y a inséré un nombre considérable d'images d'archives, de found footage, et de ses propres films antérieurs, parfois des essais avortés (Water, Five Postcards from Capital Cities, Erosion, Goole by Numbers…). 
On y trouve aussi des amorces de ce qui deviendra ses scénarios postérieurs : la biographie 27, Propine Fallanx, présente le personnage de Cissie Colpitts, qui resurgira dans Drowning by Numbers. D'ailleurs Michael Nyman reprendra les mêmes bases musicales pour la bande son de ce dernier film. Une autre biographie annonce le scénario abracadabrant de A Zed and Two Noughts

## Musique
La plupart des musiques du film ont été spécialement composées par Michael Nyman. Elles sont, pour les principales, basées musicalement sur un extrait de la Symphonie concertante pour violon et alto K. 364 de Mozart. Des musiques additionnelles sont de Brian Eno.